# Френсестаун (Нью-Гемпшир)
Френсестаун (англ. Francestown) — місто (англ. town) в США, в окрузі Гіллсборо штату Нью-Гемпшир. Населення — 1610 осіб (2020).

## Демографія
Згідно з переписом 2010 року, у місті мешкали 1562 особи в 610 домогосподарствах у складі 462 родин. Було 755 помешкань
Расовий склад населення:
| - 96,9 % — білих - 0,5 % — азіатів - 0,3 % — чорних або афроамериканців - 0,1 % — корінних американців |

До двох чи більше рас належало 1,5 %. Частка іспаномовних становила 1,1 % від усіх жителів.
За віковим діапазоном населення розподілялося таким чином: 20,6 % — особи молодші 18 років, 63,8 % — особи у віці 18—64 років, 15,6 % — особи у віці 65 років та старші. Медіана віку мешканця становила 47,5 року. На 100 осіб жіночої статі у місті припадало 102,1 чоловіків;  на 100 жінок у віці від 18 років та старших — 102,8 чоловіків також старших 18 років.
Середній дохід на одне домашнє господарство  становив 104 496 доларів США (медіана — 92 333), а середній дохід на одну сім'ю — 115 305 доларів (медіана — 102 708). Медіана доходів становила 61 450 доларів для чоловіків та 58 047 доларів для жінок. За межею бідності перебувало 6,2 % осіб, у тому числі 5,7 % дітей у віці до 18 років та 3,4 % осіб у віці 65 років та старших.
Цивільне працевлаштоване населення становило 922 особи. Основні галузі зайнятості: науковці, спеціалісти, менеджери — 18,0 %, виробництво — 17,9 %, освіта, охорона здоров'я та соціальна допомога — 14,2 %, будівництво — 12,9 %.